# Championnats d'Afrique de taekwondo 2005
Navigation
Édition précédente Édition suivante
Les championnats d'Afrique de taekwondo 2005 se déroulent à Antananarivo (Madagascar) du 8 au 9 septembre 2005. Neuf nations participent à la compétition : le pays hôte Madagascar, Maurice, la Côte d'Ivoire, l'Algérie, l'Égypte, l'Angola, le Maroc, le Mali et le Kenya. 

## Médaillés

### Hommes
| Épreuves | Or                          | Argent                        | Bronze                                                   |
| -------- | --------------------------- | ----------------------------- | -------------------------------------------------------- |
| - 54 kg  | Ismaël Traoré (MLI)         | Mandimby Randriamiandra (MAD) | Mostafa Abu El Naga (EGY) Elyzeu Sawandi Etapalalo (ANG) |
| - 58 kg  | Tamer Salah Bayoumi (EGY)   | Arnaud Nioulé (CIV)           | Adam Waita (KEN) Narinja Ramanantsoa (MAD)               |
| - 62 kg  | Jean Noel Obou Seri (CIV)   | Andy Ravoniharison (MAD)      | Ammouri Abdeladim (MAR) Valentin Belchior (ANG)          |
| - 67 kg  | Charles N'dri Kouamé (CIV)  | Tamer Atef Sayed Hashem (EGY) | Seydou Doumbia (MLI) Bhaugreft Breeneswar (MRI)          |
| - 72 kg  | Mohamed Hussein Abdel (EGY) | Achille Koukougnom (CIV)      | Paolo Steve (MAD)                                        |
| - 78 kg  | Ahmed Bakhit (EGY)          | Lasseyni Djuree (MLI)         | Ronald Lukalo (KEN) Aziz Bahij Mehdi (MAR)               |
| - 84 kg  | Roméo Gnakoya (CIV)         | Dinalolo da Conceicais (ANG)  | Iyempermal Moorougesen (MRI) Jean René Todisoa (MAD)     |

### Femmes
| Épreuves | Or                              | Argent                     | Bronze                                    |
| -------- | ------------------------------- | -------------------------- | ----------------------------------------- |
| - 55 kg  | Abeer Essawy (EGY)              | Marie-Laure N'Draman (CIV) | Elizabeth Kaemba (KEN) Yawsra Shbwo (MAR) |
| - 59 kg  | Lalaina Randrianantoandro (MAD) | Mariam Bah (CIV)           | Angeli Hung (MRI) Pauline Kuria (KEN)     |